# Prkos Lasinjski
  Prkos Lasinjski  falu Horvátországban, Károlyváros megyében. Közigazgatásilag Lasinjához tartozik.

## Fekvése
Károlyvárostól 20 km-re keletre, községközpontjától 5 km-re délnyugatra a Kulpa jobb partján fekszik.

## Története
A településnek 1890-ben 363, 1910-ben 435 lakosa volt. A trianoni békeszerződésig Zágráb vármegye Pisarovinai járásához tartozott. 2011-ben 55-en lakták.

## Lakosság
| Lakosság változása | Lakosság változása | Lakosság változása | Lakosság változása | Lakosság változása | Lakosság változása | Lakosság változása | Lakosság változása | Lakosság változása | Lakosság változása | Lakosság változása | Lakosság változása | Lakosság változása | Lakosság változása | Lakosság változása | Lakosság változása |
| ------------------ | ------------------ | ------------------ | ------------------ | ------------------ | ------------------ | ------------------ | ------------------ | ------------------ | ------------------ | ------------------ | ------------------ | ------------------ | ------------------ | ------------------ | ------------------ |
| 1857               | 1869               | 1880               | 1890               | 1900               | 1910               | 1921               | 1931               | 1948               | 1953               | 1961               | 1971               | 1981               | 1991               | 2001               | 2011               |
| 0                  | 0                  | 0                  | 363                | 403                | 435                | 435                | 570                | 235                | 285                | 288                | 214                | 176                | 142                | 38                 | 55                 |

## Híres személyek
- Itt született 1890-ben Pavle Bastajić - Paja jugoszláv forradalmár, kommunista aktivista és a nagy tisztogatások idején szovjet hóhér.

## Nevezetességei
A faluban az út mentén, amely összeköti Károlyváros városát és Lasinja települést a Kulpa völgyével egy osszárium található, mely az 1941-ben Lasinja környékén megölt civilek maradványait tartalmazza. Az Aleksandar Freudenreich építész által tervezett síremlék környéke emlékparkként van kialakítva.